# Dolichowithius mediofasciatus
Dolichowithius mediofasciatus är en spindeldjursart som beskrevs av Volker Mahnert 1979. Dolichowithius mediofasciatus ingår i släktet Dolichowithius och familjen Withiidae. Inga underarter finns listade i Catalogue of Life.